# Ménez-Hom
Il Ménez-Hom (in bretone: Menez C'homm = "Monte C'homm"; 330 m di altezza) è la seconda montagna (bret. menez) più alta della Bretagna (Francia nord-occidentale): si trova nel dipartimento del Finistère, nel nord-ovest della regione, dove rappresenta una "propaggine" delle Montagnes Noires (anche se va considerato come un monte a sé stante).

Era una delle montagne sacre alle popolazioni celtiche dell'Armorica.
È costituito di due cime, lo Yed (la cima principale) e il Petit Menez ("Piccolo monte") o Yelc'h

## Geografia

### Collocazione
Il Ménez si trova nella parte sud-occidentale del Finistère, di fronte alla Baia di Douarnenez e alla rada di Brest, ad est della Penisola di Crozon, a sud dei Monts d'Arrée e a circa 60 km a sud-est di Brest.

### Comuni
Il Ménez-Hom si trova sul territorio dei seguenti comuni:
- Plomodiern
- Saint Nic
- Trégarvan
- Dinéault

## Geologia
La montagna si sarebbe formata circa 480 milioni di anni fa.
È costituito principalmente da arenaria.

## Etimologia
L'etimologia del nome C'homm (anticamente: Komm) è incerta: si ipotizzato possa derivare da una parola che significa "collina dalla forma di cupola".

## Mitologia e folklore
Secondo le antiche credenze popolari, il Ménez-Hom sarebbe popolato da elfi e dai korrigan, gli spiriti malvagi della mitologia bretone.

## Feste e eventi
- Festival du Ménez-Hom (15 agosto)[2]